# ATP Challenger Portorož-2
Der ATP Challenger Portorož (offiziell: Portorož Challenger) war ein Tennisturnier, das zwischen 1996 und 1998 in Portorož, Slowenien, stattfand. Es gehörte zur ATP Challenger Tour und wurde im Freien auf Hartplatz gespielt.

## Liste der Sieger

### Einzel
| Jahr | Sieger             | Finalgegner      | Ergebnis      |
| ---- | ------------------ | ---------------- | ------------- |
| 1998 | Rainer Schüttler   | Peter Wessels    | 6:3, 6:2      |
| 1997 | Orlin Stanoitschew | Lars Burgsmüller | 1:6, 7:6, 6:0 |
| 1996 | Gianluca Pozzi     | Ján Krošlák      | 7:6, 6:7, 6:2 |

### Doppel
| Jahr | Sieger                              | Finalgegner                     | Ergebnis      |
| ---- | ----------------------------------- | ------------------------------- | ------------- |
| 1998 | Maks Mirny Andrei Olchowski         | Aleksandar Kitinov Takao Suzuki | 6:4, 7:6      |
| 1997 | Danny Sapsford Chris Wilkinson      | Saša Hiršzon Udo Plamberger     | 6:0, 3:6, 6:3 |
| 1996 | Nebojša Đorđević Aleksandar Kitinov | Mathias Huning Michael Kohlmann | 7:5, 5:7, 6:3 |